# Henri Metzger
Henri Metzger  (La Tronche, 19 de agosto de 1912 - Vaison-la-Romaine, 2 de octubre de 2007, fue un arqueólogo francés y helenista, miembro del Instituto de Francia. Fue especialista en la cerámica antigua griega, en particular la ateniense, y en arqueología de Anatolia, en particular de Licia.

## Biografía
Henri Metzger nació el 19 de agosto de 1912 en La Tronche, en la región de Isère, Francia, en el seno de una familia de origen alsaciano y protestante. Tras estudiar en la Escuela Normal Superior de París y obtener la agrégation de lettres classiques (licenciatura en letras clásicas), pasó a ser miembro de la Escuela Francesa de Atenas (1938-1939, interrumpida por un destino militar en Siria 1940-1945) y luego del Instituto Francés de Arqueología de Estambul (1945-1947)1.
Doctor en 1950, pasó la mayor parte de su carrera en la Universidad de Lyon (Cátedra de Historia del Arte Antiguo) (a partir de 1947) y como profesor asociado de arqueología clásica en la Universidad de Ginebra (1961-1968).
Fue director de la misión arqueológica francesa de Janto y Letoon de Licia (Turquía) de 1962 a 1978.
Dirigió el Instituto Francés de Arqueología en Estambul de 1975 a 1980 y fue elegido miembro de la Academia de Inscripciones y Lenguas Antiguas en 1989 en la silla de Paul Imbs.

## Obras
- Les représentations dans la céramique attique du IVe siècle, tesis doctoral, 1951
- Catalogue des monuments votifs du musée d'Adalia, tesis complementaria, 1952
- La céramique grecque,  Presses universitaires de France, col. «Que sais-je ?», n° 588, 1964, 112 p.
- Recherche sur l'imagerie athénienne, 1965
- Céramiques archaïques et classiques de l'acropole lycienne, 1972